# 2. Bundesliga niemiecka w hokeju na lodzie
2. Bundesliga niemiecka w hokeju na lodzie (niem. 2. Eishockey-Bundesliga, w skrócie ESBG) – druga klasa rozgrywkowa hokeja na lodzie w Niemczech. Istniała od 1974. W 2013 została zastąpiona przez ligę DEL2 jako zaplecze rozgrywek Deutsche Eishockey Liga (DEL).

## Dotychczasowi triumfatorzy
- 1974 ESV Kaufbeuren
- 1975 EV Rosenheim
- 1976 Augsburger EV
- 1977 ESV Kaufbeuren
- 1978 Augsburger EV
- 1979 Duisburger SC
- 1980 ESV Kaufbeuren
- 1981 ERC Freiburg
- 1982 EHC 70 München (PD), Duisburger SC (PN), EHC Essen (runda mistrzowska)
- 1983 ERC Freiburg (sezon reg.), ERC Freiburg (walka o awans)

- 1984 SV Bayreuth (PD), Preußen Berlin (PN), ECD Iserlohn (walka o awans)
- 1985 SV Bayreuth (PD), Preußen Berlin (PN), SC Riessersee (walka o awans)
- 1986 Augsburger EV (PD), Preußen Berlin (PN), Eintracht Frankfurt (walka o awans)
- 1987 EHC Freiburg (PD), Preußen Berlin (PN), Preußen Berlin (walka o awans))
- 1988 EHC Freiburg (PD), Krefelder EV (PN), Preußen Berlin (walka o awans)
- 1989 SV Bayreuth (PD), Krefelder EV(PN), EHC Freiburg (walka o awans)
- 1990 SV Bayreuth (PD), ECD Sauerland (PN), EV Landshut (walka o awans)
- 1991 EHC Nürnberg (PD), ECD Sauerland (PN), ESV Kaufbeuren (walka o awans)
- 1992 Augsburger EV (PD), EC Kassel (PN), ESC Dynamo Berlin (walka o awans)
- 1993 Augsburger EV (sezon reg.), EV SB Rosenheim (mistrzostwo)
- 1994 Augsburger EV (sezon reg.), Augsburger EV (mistrzostwo)

- 1999 ESC Moskitos Essen (sezon reg.), ESC Moskitos Essen (mistrz)
- 2000 Düsseldorfer EG (sezon reg.), Düsseldorfer EG (mistrz)
- 2001 ERC Ingolstadt (sezon reg.), ERC Ingolstadt (mistrz)
- 2002 ERC Ingolstadt (sezon reg.), REV Bremerhaven (mistrz)
- 2003 SC Bietigheim-Bissingen (sezon reg.), EHC Freiburg (mistrz)
- 2004 EHC Wolfsburg (sezon reg.), EHC Wolfsburg (mistrz)
- 2005 EHC Straubing (sezon reg.), EV Duisburg (mistrz)
- 2006 REV Bremerhaven (sezon reg.), EHC Straubing (mistrz)
- 2007 Kassel Huskies (sezon reg.), EHC Wolfsburg (mistrz)
- 2008 Kassel Huskies (sezon reg.), Kassel Huskies (mistrz)
- 2009 SC Bietigheim-Bissingen (sezon reg.), SC Bietigheim-Bissingen (mistrz)
- 2010 Schwenninger Wild Wings (sezon reg.), EHC Monachium (mistrz)
- 2011 Ravensburg Towerstars (sezon reg.), Ravensburg Towerstars (mistrz)
- 2012 Landshut Cannibals (sezon reg.), Landshut Cannibals (mistrz)
- 2013 SC Bietigheim-Bissingen (sezon reg.), SC Bietigheim-Bissingen (mistrz)

## Uczestnicy
| - SC Bietigheim-Bissingen - Dresdner Eislöwen - Eispiraten Crimmitschau - Heilbronner Falken - Fischtown Pinguins Bremerhaven - Hannover Indians - ESV Kaufbeuren - Landshut Cannibals - Lausitzer Füchse - EHC Monachium - SC Riessersee - Schwenninger Wild Wings - EVR Tower Stars - EHC Freiburg |  | - SC Bietigheim-Bissingen - Dresdner Eislöwen - Eispiraten Crimmitschau - Heilbronner Falken - Fischtown Pinguins Bremerhaven - Hannover Indians - ESV Kaufbeuren - Landshut Cannibals - Lausitzer Füchse - Schwenninger Wild Wings - Starbulls Rosenheim - Ravensburg Towerstars - EHC Freiburg |  | - SC Bietigheim-Bissingen - Dresdner Eislöwen - Eispiraten Crimmitschau - Fischtown Pinguins Bremerhaven - Hannover Indians - Heilbronner Falken - ESV Kaufbeuren - EV Landshut - Lausitzer Füchse - Schwenninger Wild Wings - Starbulls Rosenheim - Ravensburg Towerstars - SC Riessersee |